# Салазгорь
Салазгорь (мокш. Салазгерьге) — село, центр сельской администрации в Торбеевском районе. Население 1 341 чел. (2001), в основном мордва-мокша.
Находится на р. Салазгорь, в 8 км от районного центра и железнодорожной станции Торбеево. Название-гидроним. В 1763 г. прихожане построили деревянную церковь (не сохранилась). В «Списке населённых пунктов Тамбовской губернии» (1866) Салазгорь (Никольское) — село казённое из 399 дворов Спасского уезда. Население занималось отхожими промыслами.
В начале 1930-х гг. был создан колхоз «Ленинонь киц» («Ленинский путь»), с 1996 г. — СХПК «Салазгорьский». В современном селе — средняя школа, библиотека, Дом культуры, медпункт; памятник воинам, погибшим в Великой Отечественной войне; Троицкая (Никольская) церковь (1883).
Салазгорь — родина просветителя З. Ф. Дорофеева, Героя Социалистического Труда Ф. Н. Жерёнова, хозяйственного руководителя Ю. А. Бормусова, председателя Государственного комитета Республики Мордовия по организации торгов, ценовой и тарифной политике И. И. Никишова, новомучеников Иоанна Милёшкина и Иоанна Сельманова, арзамасского протоиерея Николая (Коняшкина). Население села в 2023 году 902 человека

## Источник
- Энциклопедия Мордовия, В. П. Лузгин.